# Arvis Liepiņš
Arvis Liepiņš (Madona, 18 maart 1990) is een Lets langlaufer. Hij vertegenwoordigde zijn vaderland op de Olympische Winterspelen 2014 in Sotsji.

## Carrière
Liepiņš maakte zijn wereldbekerdebuut op 25 januari 2009 op het sprintnummer in Otepää. Hij scoorde nog geen wereldbekerpunten. 
Tijdens de Olympische Winterspelen 2014 in Sotsji eindigde Liepiņš als 59e op de 50 kilometer vrije stijl en als 61e op de spint. Op de 30 kilometer skiatlon eindigde hij op de 65e plaats en op de 15 kilometer klassieke stijl eindigde hij 73e.

## Resultaten

### Olympische Winterspelen
| Jaar | Plaats | Resultaten                                                             |
| ---- | ------ | ---------------------------------------------------------------------- |
| 2014 | Sotsji | 59e 50 km vrije stijl 61e Sprint 65e 30 km skiatlon 73e 15 km klassiek |

### Wereldkampioenschappen
| Jaar | Plaats        | Resultaten                                                   |
| ---- | ------------- | ------------------------------------------------------------ |
| 2009 | Liberec       | 69e 15 km klassieke stijl 88e Sprint LPD 30 km achtervolging |
| 2011 | Oslo          | 75e 15 km klassieke stijl LPD 50 km vrije stijl              |
| 2013 | Val di Fiemme | 87e 15 km vrije stijl                                        |